# 缩叶藓科
缩叶藓科（学名：Ptychomitriaceae）为紫萼藓目的一科植物。中国目前不到10个种。大部分种类植物体比较粗壮，有两个种中华缩叶藓和东亚缩叶藓比较矮小一些。它们的叶子扭转，干燥的时候皱缩。

## 下属分类
- Brachysteleum Rchb., 1828, nom. rej. vs. Ptychomitrium Fürnr., 1829
- 小缩叶藓属 Campylostelium Bruch & Schimp., 1846
- 高领藓属 Glyphomitrium Brid., 1818
- Ptychomitriopsis
- 缩叶藓属 Ptychomitrium